# Taeniostola apicata
Taeniostola apicata är en tvåvingeart som beskrevs av Erich Martin Hering 1938. Taeniostola apicata ingår i släktet Taeniostola och familjen borrflugor. Inga underarter finns listade i Catalogue of Life.